# 烏圖雷
烏圖雷（英語：Utulei）是位於美屬薩摩亞圖圖伊拉島東部地區毛普塔斯縣的一個村莊。烏圖雷傳統上被認為是美屬薩摩亞立法首都法加托戈的一部分，地處帕果帕果港的西南邊緣。
美屬薩摩亞教育部在烏圖雷運營薩摩亞納高中（原名美屬薩摩亞高中）。
美屬薩摩亞社區學院成立於1970年，運營的前四年位於烏圖雷。從1972年到1974年，它座落在前菲亞洛亞高中大樓和曾經是美屬薩摩亞高中所在地的前海軍大樓內。到1972年春，學院已有872名學生。